# Satan s'amuse
Pour plus de détails, voir Fiche technique et Distribution.
Satan s'amuse est un film muet français réalisé par Segundo de Chomón, sorti en 1907.

## Synopsis
Satan s’ennuie. Il remonte sur la Terre par un ascenseur magique. Il surprend deux égoutiers, se déguise en homme de ville, et répand ses méfaits: querelle avec un cocher, altercation avec un sergent de ville, mystification d'un garçon de café, mélange de couples d’amoureux. Une cage l'emprisonne avec une jeune femme, et descend en enfer. Surprise, la jeune femme n’est autre que Madame Satan qui s’était déguisée par jalousie.

## Fiche technique
- Titre français: Satan s'amuse
- Titre espagnol : Satán se divierte
- Titre en anglais : Satan at Play
- Réalisation : Segundo de Chomón
- Société de production : Pathé Frères
- Genre : Film fantastique[2]
- Durée : 10 minutes
- Date de sortie : 1907

## Distribution
- Segundo de Chomón
- Julienne Mathieu

## À noter
- Il y a débat sur la nature de ce film: il est souvent confondu avec Le spectre rouge du même réalisateur[3]. C'est le cas pour la base de données IMDb et, à sa suite, pour toutes les attributions sur le site Youtube.